# Diphasiastrum sabinifolium
Diphasiastrum sabinifolium är en lummerväxtart som först beskrevs av Carl Ludwig von Willdenow, och fick sitt nu gällande namn av Josef Holub. Diphasiastrum sabinifolium ingår i släktet Diphasiastrum och familjen lummerväxter. Inga underarter finns listade i Catalogue of Life.